# イエスタディポップス・ウィズ・シネマダイヤリー
『イエスタディポップス・ウィズ・シネマダイヤリー』は、アール・エフ・ラジオ日本で毎週日曜日23:00～23:30に放送されていた音楽・映画情報番組である。2011年3月27日番組終了。
かつては「イエスタディポップス」として旧局名のラジオ関東から続く長寿番組で、30分間純粋に音楽のみを放送していたが、2003年4月から映画情報番組『映画招待席』と統合し、現題に代わり後半に映画情報を入れるようになった。パーソナリティは石山栄里子。
番組終了後、映画情報は再び『映画招待席』として再分離し、パーソナリティは引き続き石山が勤めている。

## 番組の構成
前半は毎週洋楽の1アーティスト・グループに絞って3～4曲続けて音楽をかける。後半は近々封切りされる映画のストーリーを二本紹介する。映画は洋画・邦画問わず紹介する。最後に特集したアーティストの曲を一曲かけて締める。
番組ではまめに試写会を主催している。

## 提供
永らく三井物産食品グループ各社の提供であるが、近年は提供読みにおいて「三井物産食品グループ」の前置きは無い。
番組開始時の提供読みは順不同で全社読み上げるが、終了時の提供読みはCM放送順に読み上げ、何故か最後の一社だけ「他一社」と読み上げない。
- かどや製油
- キユーピー
- マルチャンの東洋水産
- 丸美屋食品
- テンヨ武田(2007年6月から復活)
- 日東紅茶の三井農林
- エバラ食品工業(2007年3月のみ)